# Инженерный учебно-научный институт ЗНУ
Инженерный учебно-научный институт ЗНУ (укр. Інженерний навчально-науковий інститут ЗНУ) — промышленное высшее учебное заведение Запорожья IV уровня аккредитации.
В составе учебного заведения действуют: 3 учебных корпуса, 2 студенческих 9-этажных общежития, студенческий центр искусств, медицинский пункт, санаторий-профилакторий на острове Хортица, база отдыха «Монтажник» на Азовском море. Ранее учебное заведение называлось Запорожской государственной инженерной академией, которая в 2018 году была присоединена к Запорожскому национальному университету.

## История
Запорожская государственная инженерная академия основана в 1959 г. Министерством высшего и среднего образования УССР как вечерний факультет Днепропетровского металлургического института. С 1965 года — филиал ДМетИ, а с 1976 года — Запорожский индустриальный институт. Первым ректором стал Потебня Юрий Михайлович. Под его руководством из провинциального вуза ЗИИ вошел в число наиболее известных и перспективных вузов страны. Постановлением Кабинета Министров Украины № 592 от 29.08.1994 г. на базе Запорожского индустриального института создана Запорожская государственная инженерная академия. В октябре 2018 г. присоединена к Запорожскому национальному университету.

## Факультеты и кафедры
В структуре академии насчитываются следующие факультеты и кафедры:
| Факультет металлургии | Факультет строительства и гражданской инженерии | Факультет энергетики, электроники и информационных технологий | Факультет экономики и менеджмента |
| --- | --- | --- | --- |
| - Кафедра металлургии - Кафедра обработки металлов давлением - Кафедра металлургического оборудования - Кафедра автоматизированного управления технологическими процессами - Кафедра украиноведения | - Кафедра промышленного и гражданского строительства - Кафедра городского строительства и хозяйства - Кафедра водоснабжения и водоотведения - Кафедра прикладной экологии и охраны труда - Кафедра природных наук - Кафедра иностранных языков и лингвистических коммуникаций | - Кафедра теплоэнергетики - Кафедра гидроэнергетики - Кафедра электротехники и энергоэффективности - Кафедра микроэлектронных информационных систем - Кафедра электронных систем - Кафедра программного обеспечения автоматизированных систем - Кафедра физического воспитания и спорта | - Кафедра экономики предприятия - Кафедра финансов, банковского дела и страхования - Кафедра менеджмента организаций и управления проектами - Кафедра учёта, анализа, налогообложения и аудита - Кафедра экономики и информационных технологий - Кафедра философии и общественных наук |

### Переподготовка кадров
В академии есть возможность получения второго образования как параллельно с первым, так и в центре непрерывного образования, а также обучения в докторантуре и аспирантуре.

### Технологии
Для обеспечения учебного процесса в академии созданы компьютерные классы, объединенные высокоскоростной сетью, оснащенные мультимедийными компьютерами высокого уровня, которые позволяют разрабатывать современные системы экономической информации, системы моделирования, прогнозирования и исследования микро- и макроэкономических процессов. Для организации, руководства, координации, контроля и осуществления работ по обеспечению бесперебойного функционирования и развития программно-аппаратного комплекса на правах структурного подразделения ЗГИА действует Информационно-вычислительный центр.

## Студенты
По состоянию на 2014 год общий контингент студентов академии составлял 5397 человек. Студенты принимают участие в различных мероприятиях: сборах, торжественных заседаниях, деловых встречах, концертах, праздниках. Достижения студентов в спорте — это одно из успешных направлений, которое развивается руководством академии. Воспитанники академии становились олимпийскими чемпионами, серебряными призёрами. В стенах ВУЗа было подготовлено одиннадцать мастеров спорта по фехтованию. Академия предоставляет возможность заниматься баскетболом, легкой атлетикой, волейболом; проводятся соревнования в разных видах спорта.

## Преподаватели
По состоянию на 2016 год в академии работало 778 человек. Учебный процесс и научную деятельность обеспечивали 324 научно-педагогических сотрудника, в том числе 33 доктора наук и 189 кандидатов наук.
| Преподавательский состав |             |                           |              |                |          |
| Год                      | Сотрудников | Количество преподавателей | Доктора наук | Кандидаты наук | Источник |
| 1976                     |             | 225                       | 5            | 86             | [ 9 ]    |
| 2013                     | 986         | 447                       | 49           | 223            | [ 1 ]    |
| 2016                     | 778         | 324                       | 33           | 189            | [ 11 ]   |

## Инфраструктура
Академия имеет 2 студенческих общежития на 1280 мест, общей площадью 14850 кв.м.
Особый вклад в охрану и укрепление здоровья студентов делает санаторий-профилакторий, единственный среди санаториев ВУЗов Украины, который удостоен высшей категории и работает в непрерывном режиме. Лечебный комплекс состоит из кабинетов врачей, манипуляционного кабинета, ингалятория, зала лечебной физкультуры, отделения физиотерапии.

## Сотрудничество и международные связи
В академии работает Отдел международных связей. Начиная с 1998 года активизировалась робота в отрасли международного сотрудничества, налаживания и обеспечения контактов с региональными отечественными и международными фондами и организациями, которые администрируют международные программы академических и научных обменов, а также — ознакомление студентов, аспирантов и преподавателей с действующими академическими программами, грантами, стажировками, предоставление разносторонней помощи относительно принятия участия у них.
Студенты, аспиранты ЗГИА имеют возможность принимать участие в конкурсах на получение стипендий, мест стажировки за рубежом; также студенты имеют возможность во время учёбы на протяжении летних каникул работать и путешествовать по странам Западной Европы, США. С марта 2006 года была проведена реорганизация отдела международных связей академии путём объединения Отдела международных связей и Подготовительного отделения для иностранных граждан. В академии придерживаются принципа: инженер обязан владеть компьютерными технологиями и обязательно знать иностранный язык. Реализуя этот принцип на практике, в ЗГИА создали Лингвистический центр, где студенты могут совершенствовать знания английского, немецкого или французского языка, овладеть итальянским и испанским языками. Выпускники, которые прошли обучение в Лингвистическом центре, стажируются в магистратуре учебных заведений Германии, Финляндии, Ирландии. Академия сотрудничает с Национальным Комитетом IAESTE, который занимается организацией научных и студенческих обменов и включает 54 вуза Украины, работает под эгидой ООН и объединяет национальные комитеты 65 стран мира.

## Известные выпускники
За годы существования учебного заведения подготовлено почти 50 тысяч специалистов, среди выпускников — Герои Социалистического труда, Заслуженные металлурги, народные депутаты, доктора и кандидаты наук.
- Воронкова Валентина Григорьевна — доктор философских наук, профессор. Автор более 350 научных работ, среди которых монографии и учебные пособия.
- Гавриш Василий Степанович — кандидат технических наук, профессор. Автор более 200 научных трудов. Заслуженный работник высшей школы УССР.
- Глушко Василий Трофимович — доктор технических наук, профессор. Автор более 600 публикаций и около 230 изобретений.
- Бастрыга Иван Михайлович — генеральный директор Запорожского алюминиевого комбината. Заслуженный металлург Украины. Полный кавалер ордена «За заслуги». Награждён грамотой Верховной Рады Украины. Выпускник 1968 года.
- Кужель, Александра Владимировна — выпускница 1983 г. Народный депутат Украины.
- Юрий Лагутин, Михаил Ищенко, Александр Резанов, Сергей Кушнирюк и Александр Шипенко — чемпионы Олимпийских игр.
- Валентина Лутаева — член гандбольной сборной команды СССР — победителя Олимпийских игр в Монреале и Москве.
- Татьяна Чернявская — Мастер спорта международного класса по фехтованию, чемпионка мира (1986 г.), серебряный призёр Всемирной студенческой Универсиады в Японии.
- Федотов, Александр Александрович — председатель правления Запорожского алюминиевого комбината

## Награды и репутация
- Согласно рейтингу вузов от работодателей, опубликованному в журнале «Деньги» в 2011 г., ЗГИА вошла в двадцатку лучших технических университетов Украины (15-е место)[13].